# Saison 3 de Dr House
 (décembre 2022).
Chronologie
Saison 2 Saison 4
La troisième saison de la série télévisée américaine Dr House comporte 24 épisodes diffusés du 5 septembre 2006 au 29 mai 2007.

## Distribution

### Acteurs principaux
- Hugh Laurie (VF : Féodor Atkine) : Dr Gregory House
- Lisa Edelstein (VF : Frédérique Tirmont) : Dre Lisa Cuddy
- Omar Epps (VF : Lucien Jean-Baptiste) : Dr Eric Foreman
- Robert Sean Leonard (VF : Pierre Tessier) : Dr James Wilson
- Jennifer Morrison (VF : Cathy Diraison) : Dre Allison Cameron
- Jesse Spencer (VF : Guillaume Lebon) : Dr Robert Chase

### Acteurs récurrents
- David Morse : Inspecteur Michael Tritter (7 épisodes)

### Invités
- Kathleen Quinlan : Arlene McNeil (épisode 1)
- Edward Edwards (en) : Richard McNeil (épisodes 1 et 2)
- Joel Grey : Ezra Powell (épisode 3)
- Leighton Meester : Ali (épisodes 3 et 4)
- John Larroquette : Gabriel Wozniak (épisode 7)
- Patrick Fugit : Jack Walters (épisode 8)
- Alan Rosenberg (en) : Bruce Steinerman (épisode 8)
- Meredith Eaton : Maddy Ralphean (épisode 10)
- Katheryn Winnick : Eve (épisode 12)
- Wendy Makkena : Julie Witner (épisode 13)
- Josh Stamberg : Don Herrick (épisode 14)
- Dave Matthews : Patrick Obyedkov (épisode 15)
- Kurtwood Smith : M. Obyedkov (épisode 15)
- Anne Ramsay : Emma Sloan (épisode 17)
- Tyson Ritter : lui-même (épisode 17)
- Jenny O'Hara (en) : Fran (épisode 18)
- Charles S. Dutton : Rodney Foreman (épisode 20)
- Lyndsy Fonseca : Addie (épisode 22)
- Piper Perabo : Honey (épisode 22)

## Résumé de la saison
House a survécu à la tentative de meurtre, et après avoir passé quelques jours dans un coma sous kétamine, il ne sent plus la douleur dans sa jambe. Mais les effets se dissipent et House est contraint de reprendre sa canne.
Lors d'une consultation, il doit traiter Michael Tritter, un policier qui prend très mal le comportement de House et commence alors à le harceler mais aussi toute l'équipe et même Wilson, jusqu'à forcer House à entrer en cure de désintoxication et le mettre en prison pour détention de drogue. Il faudra que Cuddy se parjure et obtienne le non-lieu pour que Tritter se résigne à laisser House.
House ne change pas pour autant : il reprend de la Vicodin et va encore plus loin dans ses initiatives. Toutefois, l'équipe commence à de moins en moins supporter ses actes, surtout Foreman, qui choisit de démissionner. Cameron et Chase, qui ont eu une liaison physique, commencent à s'interroger sur leurs sentiments.
À la suite d'une mauvaise décision ayant conduit à la mort de la patiente, Foreman a l'intention de démissionner et de partir travailler dans un autre hôpital. En fin de saison, House renvoie Chase et Cameron démissionne. House se retrouve donc seul dans son service de diagnostic.

## Épisodes
1. Retour en force
2. La vérité est ailleurs
3. Marché conclu
4. Dans les yeux
5. L'Amour de sa vie
6. Que sera sera
7. 24 heures pour vivre et mourir
8. Jeux d'enfants
9. Rendez-vous avec Judas
10. Acceptera… ou pas ?
11. Cœurs brisés
12. De pièces en pièces
13. Une aiguille dans une botte de foin
14. Sans peur et sans douleur
15. Demi-prodige
16. L'Homme de ses rêves
17. L'Enfant miroir
18. Y a-t-il un médecin dans l'avion ?
19. Poussées d'hormones
20. Mauvaises décisions
21. Deux frères
22. Démission…
23. Le Petit con
24. Dernier espoir

### Épisode 1:Retour en force
- États-Unis /  Canada : 5 septembre 2006 sur Fox / Global[1]
- France : 16 janvier 2008
- Québec : hiver 2008

- États-Unis : 19,55 millions de téléspectateurs[2] (première diffusion)
- Canada : 2,97 millions de téléspectateurs[3]
- France : 6,86 millions de téléspectateurs (première diffusion)

- Kathleen Quinlan (Arlene McNeil)
- Edward Edwards (Richard McNeil)
- Carter Jenkins (Mark McNeil)
- Clare Kramer (Caren Krause)
- Terry Rhoads (en) (Artie)
- Eamon Hunt (chirurgien)
- Remy Thorne (enfant)
- Bobbin Bergstrom (infirmière)

Richard, paralysé depuis une opération du cerveau qu'il a subie huit ans auparavant, plonge avec son fauteuil roulant dans sa piscine. House entre dans l'hôpital en courant, depuis que la kétamine lui sert de substitut vicodinique (voir l'épisode House à terre). Entre-temps, Wilson parle d'une yogi qui s'est paralysée en faisant justement une posture de yoga. House prouve qu'elle n'est pas paralysée en lui brûlant le pied avec un briquet. Du côté de Richard, son fils affirme qu'il n'est pas suicidaire.
- Richard : Maladie d'Addison
- Caren : Scorbut

### Épisode 2:La vérité est ailleurs
- États-Unis /  Canada : 12 septembre 2006
- France : 16 janvier 2008

- États-Unis : 15,74 millions de téléspectateurs[4] (première diffusion)
- Canada : 2,557 millions de téléspectateurs[5]
- France : 6,46 millions de téléspectateurs (première diffusion)

- Edward Edwards (Richard McNeil)
- Skyler Gisondo (Clancy Green)
- Sheryl Lee (Stephanie)
- Johnny Sneed (Todd)
- Stephanie Venditto (infirmière Brenda Previn)
- Bobbin Bergstrom (infirmière)

Clancy, un garçon de sept ans, essaie de s'endormir mais a peur que les extraterrestres ne viennent le kidnapper. Durant la nuit, il vit ledit kidnapping en hallucination. Le lendemain matin, ses parents le retrouvent étendu de tout son long dans le jardin, portant sur son pantalon de pyjama les traces d'une hémorragie rectale. Lors du diagnostic, Chase annonce que le garçon est issu d'une fécondation in vitro. Clancy parle ensuite d'une puce qu'il aurait dans le cou pour que les aliens puissent le localiser. Lors d'une prise de sang, il hallucine sur une expérimentation extraterrestre. Bien plus tard, il se cache dans les toilettes et se mutile pour retirer lui-même la puce. Chase essaie de le convaincre qu'il n'en a pas jusqu'à ce qu'il remarque un morceau de métal dans son cou : du titane resté coincé après une opération antérieure.

Pendant ce temps, House recommence à souffrir de sa jambe, il boîte de nouveau et reprend de la Vicodin. Wilson et Cuddy restent convaincus que sa douleur est psychologique (il pense avoir échoué à guérir le patient de l'épisode précédent) ; Cameron fait pression sur eux pour qu'ils lui disent enfin la vérité.

Lors d'une vidéo des battements cardiaques du garçon, House détecte une non-rythmie de quelques millions de ses myocytes. Encore plus étrange, l'ADN de ces myocytes ne correspond pas à celui de Clancy : il possède de l'ADN étranger. On envisage alors de repérer les autres cellules étrangères avec un marqueur et une IRM. Elles sont ensuite détruites, mais peu après Clancy convulse, prouvant qu'il reste des cellules étrangères dans son corps. House, ne trouvant pas, abandonne. Cuddy le persuade de revenir et lui dit la vérité sur Richard (voir l'épisode précédent) et sur l'injection de cortisol qui l'avait sauvé. House s'adresse alors théâtralement au ventre de Cuddy : « Ta maman est une vilaine. C'est pour ça que t'as pas de papa et que t'es issu d'une… » et fait soudain le lien avec ce qu'avait dit Chase à propos de Clancy, né d'une FIV : les médecins avaient à l'époque implanté plusieurs embryons dans la mère du garçon, et quand celui-ci n'était encore qu'un embryon fécondé à 12 cellules, un second embryon s'y est collé et a fusionné : c'est le chimérisme.

- Le titre original Cane and Able est un double jeu de mots sur les frères Caïn et Abel de la Genèse. Le titre français « La vérité est ailleurs » fait clairement référence au credo de la série X-Files : Aux frontières du réel (« The truth is out there » pour sa version originale).

### Épisode 3:Marché conclu
- États-Unis /  Canada : 19 septembre 2006
- France : 16 janvier 2008

- États-Unis : 13,67 millions de téléspectateurs[6] (première diffusion)
- Canada : 2,236 millions de téléspectateurs[7]
- France : 6,17 millions de téléspectateurs (première diffusion)

- Joel Grey (Ezra Powell)
- Leighton Meester (Ali)
- William Charlton (Mark)
- Stephanie Venditto (infirmière Brenda Previn)

### Épisode 4:Dans les yeux
- États-Unis /  Canada : 26 septembre 2006
- France : 23 janvier 2008

- États-Unis : 14,52 millions de téléspectateurs[8] (première diffusion)
- Canada : 2,838 millions de téléspectateurs[9]
- France : 7,36 millions de téléspectateurs (première diffusion)

- Braeden Lemasters (Adam)
- Geoffrey Blake (Dominic)
- Heather Kafka (Sarah Kelvey)
- Leighton Meester (Ali)
- Stephanie Venditto (infirmière Brenda Previn)
- Kat Sawyer (Laura Smith)
- Johnny Crear (Thomas Williams)
- Ron Perkins (Dr Simpson)

Adam, un enfant de 10 ans, autiste, s'étrangle et hurle de douleur. House prend le dossier mais ne veut pas travailler dans son bureau, car Cuddy y a fait changer la moquette en raison des traces de sang.

Pendant qu'Adam joue à sa PSP, Foreman commet l'erreur de le déranger en voulant prélever un échantillon de selles, ce qui plonge l'enfant dans une crise. Un scanner est ensuite effectué, puis on veut l'anesthésier pour faire un examen, mais il semble avoir peur du masque à oxygène. House s'en rend compte et, par une stratégie d'imitation, finit par mettre l'enfant en confiance.

House recroise ensuite Ali la fille rencontrée en consultation (voir l'épisode précédent) qui ne fait que commencer le harcèlement amoureux. Il déménage son tableau blanc près des salles d'examen pour faire plier Cuddy. Et il ne cessera de déménager : salle de réunion, bureau de Wilson, même la chapelle. Ce dernier ne supporte plus les intrusions de House et de son équipe et veut payer l'ancienne moquette, mais Cuddy refuse.

Chez Adam, on trouve des cellules du foie sous son bras. Cameron découvre à leur domicile que le père est sous antidépresseurs. Foreman, lors d'une autre fouille, découvre dans leur jardin de la stramoine, contenant de l'atropine. House demande à Adam, par le biais d'un classeur PECS et de photos, s'il a mangé la stramoine. Mais l'enfant désigne le bac à sable.

Pour mettre fin au flirt de la fille à son encontre, House lui dit ce qu'ils risquent s'il acceptait, et elle pleure des larmes de lait : elle revient de Los Angeles, où un tremblement de terre a relâché des spores coccidioidomycosis, qui sont allés dans son cerveau, provoquant le désir, les symptômes du rhume et les larmes.

Un peu plus tard, l'enfant est emmené d'urgence en cardiologie. Puis, encore plus tard, son globe oculaire droit bascule. Quand House remarque le tableau de l'enfant plein de vagues, il devine : il a des vers dans l'œil, le Baylisascaris procyonis, un parasite se trouvant dans les excréments du raton laveur. L'enfant, ayant mangé le sable, a avalé le parasite : Il est allé dans les poumons, d'où les cris, causés par un épanchement pleural, puis dans le foie, d'où la présence de cellules hépatiques sous le bras, puis dans l'œil d'où son basculement. Pour le remercier de l'avoir tiré d'affaire, Adam donne sa PSP à House, qui sera la première personne qu'il regarde dans les yeux.

- Adam : Toxocarose à Baylisascaris procyonis
- Ali : Toxocarose aux spores coccidioidomycosis

### Épisode 5:L'Amour de sa vie
- États-Unis /  Canada : 31 octobre 2006
- France : 23 janvier 2008

- États-Unis : 14,18 millions de téléspectateurs[10] (première diffusion)
- Canada : 2,257 millions de téléspectateurs[11]

- David Morse (Michael Tritter)
- Jurnee Smollett (Tracy)
- Raviv Ullman (Jeremy)
- Kimberly Quinn (Wendy)
- Brett Wagner (L.K.)
- Scott Allen Rinker (Bobby)
- Rod Damer (Counterman)
- Carissa Koutantzis (Waitress)
- Sam Ayers (Large Man)
- Bobbin Bergstrom (Nurse)

Deux malfrats déjeunent dans un restaurant avant de déclencher son braquage. Ils veulent emmener une jeune femme, Tracy, avec eux, mais son mari, Jérémy, s'interpose. Profitant d'un défaut d'attention d'un des braqueurs, le mari libère sa femme et brise le crâne d'un des malfaiteurs. Soudain, la femme n'arrive plus à respirer. House prend son cas.

En consultation, House tombe sur un patient dont les gommes à mâcher contre le tabac lui causent quelques soucis. House identifie le problème d'un seul coup d'œil mais le patient le provoque et insiste pour qu'on lui fasse des analyses. House fait mine d'accepter et lui enfonce un thermomètre dans le rectum sous un prétexte médical justifié puis l'abandonne à son sort pour rentrer chez lui. Grosse erreur, puisque le patient n'est autre qu'un policier, Michael Tritter. House refusera de s'excuser.

Plus tard, il veut faire un test d'effort à la jeune femme, mais elle n'en peut plus. Pendant le test, le mari est pris des mêmes symptômes qu'elle : ils ont maintenant la même pathologie. Foreman et Chase trouvent des préservatifs chez eux. Ils privilégient une MST, mais n'en trouvent pas aux tests. Le mari a des réactions racistes envers Foreman. Tracy, la patiente, est victime d'une hallucination (elle voit le père de son mari, mort, l'empêcher de continuer sa vie avec lui) puis plonge dans le coma. House veut lui faire une biopsie cérébrale, mais comme elle risque des lésions, son mari veut qu'on la fasse sur lui à la place. Mais son cerveau n'a rien. Pour le faire plier, House lui injecte de la naloxone qui le fait hurler de douleur. Soudain, l'acide lactique de Jérémy monte en flèche. House trouve que les deux amoureux ont les mêmes yeux, et comprend : en fait ils sont demi-frère et demi-sœur ; ils ont le même père (c'est pour cette raison que ce dernier s'était opposé à leur liaison : il savait que Tracy était la fille d'une femme avec laquelle il avait eu une aventure).

### Épisode 6:Que sera sera
- États-Unis /  Canada : 7 novembre 2006
- France : 23 janvier 2008

- États-Unis : 16,11 millions de téléspectateurs[12] (première diffusion)
- Canada : 2,809 millions de téléspectateurs[13]

- David Morse (Michael Tritter)
- Pruitt Taylor Vince (George)
- Stephanie Venditto (infirmière Brenda Previn)
- Kadeem Hardison (Howard Gemeiner)
- Mary Elizabeth Ellis (Sophie)
- Cooper Thornton (John)
- Damien Dante Wayans (Haller)
- Jim Vickers (Folman)
- Denver Dowridge (Garcia)
- Richard Chance (Reilly)
- Bruno Amato (Lt. Smith)
- Ryan Brockington (Rookie)
- Michael James Faradie (Paramedic)
- Alan Frazier (Vagrant)
- Bobbin Bergstrom (Nurse)

Des pompiers trouvent un homme de 300 kilos, George, dans un immeuble en cendres. L'homme est cru mort, jusqu'à ce qu'il lâche un pet. Il a un faible pouls, et est en réalité dans le coma. Malgré son poids et son apparence, il n'est pas diabétique et son cholestérol est normal. House, entre temps, est sorti de prison grâce à la caution de Wilson. Cameron veut faire passer une IRM au patient, mais il est trop lourd pour la machine. L'équipe essaie quand même mais pendant l'IRM, le patient se réveille. House s'occupe de ce cas avec beaucoup d'humour.

Pendant ce temps, Tritter trouve plus de 600 comprimés de Vicodin au cours d'une perquisition au domicile de House. Ce dernier dit les avoir obtenus légalement.

Après une amélioration de son état, George s'apprête à quitter l'hôpital lorsqu'il perd l'équilibre en brisant une vitre dans sa chute. Cameron l'a en fait drogué pour qu'il reste en observation. L'équipe suggère un empoisonnement alimentaire, mais le patient ne veut pas coopérer si l'équipe pense que ses symptômes ont un lien avec son obésité.
Une biopsie cérébrale s'impose mais George est frappé de cécité. House veut vérifier s'il est diabétique mais il refuse. House remarque alors que ses doigts sont déformés. Il diagnostique donc un hippocratisme digital, confirmé par une radio : George a un cancer du poumon métastasé inopérable.

### Épisode 7:24 heures pour vivre et mourir
- États-Unis /  Canada : 14 novembre 2006
- France : 30 janvier 2008
- Québec : 7 avril 2008

- États-Unis : 14,60 millions de téléspectateurs[14] (première diffusion)
- Canada : 2,4 millions de téléspectateurs[15]
- France : 7,33 millions de téléspectateurs (première diffusion)

- David Morse (Michael Tritter)
- John Larroquette (Gabriel Wozniak)
- Zeb Newman (Kyle Wozniak)
- Holly Kaplan (Woman)
- Jonathan Strait (Fake House)
- Bobbin Bergstrom (Nurse)

House déjeune à côté d'un homme dans un état végétatif. Son fils Kyle débarque et House lui découvre une agnosie visuelle du mouvement et lui déclenche des convulsions. Afin de faire l'historique familial de Kyle, House veut réveiller le père et y arrive, mais pour seulement un jour ou deux. House veut l'interroger pour en déduire ce qu'a Kyle : l'homme est resté dans le coma pendant 10 ans, depuis un incendie, dans lequel sa femme est morte. House, Wilson et l'homme, Gabriel Bosniak, vont à Atlantic City, sur demande de ce dernier, qui préfère ce voyage à répondre aux questions de House. Avant son coma, Gabriel dirigeait une usine de fabrication de bateaux de luxe, House soupçonne alors un empoisonnement au mercure contenu dans la peinture, précipité par la détérioration du foie, précipité par l'alcoolisme de Kyle. Mais le test pour le mercure est négatif.

### Épisode 8:Jeux d'enfants
- États-Unis /  Canada : 21 novembre 2006
- France : 30 janvier 2008
- Québec : 14 avril 2008

- États-Unis : 15,20 millions de téléspectateurs[16] (première diffusion)
- Canada : 2,327 millions de téléspectateurs[17]

- Patrick Fugit (Jack Walters)
- David Morse (Michael Tritter)
- Cassi Thomson (Kama Walters)
- Tanner Blaze (Will Walters)
- Dustin Seavey (Rodent)
- Alan Rosenberg (en) (Bruce Steinerman)
- Mandy June Turpin (Beth)
- Deborah Lacey (Lorraine)
- Marco Pelaez (Pharmacist)
- Dorothea Harahan (EMT)
- Cassius Willis (Officer)
- Patrick Birkett (Old Man)
- Bobbin Bergstrom (Nurse)

Jack, un garçon de 18 ans, se met à vomir puis a un malaise et une crise cardiaque lors d'un goûter d'anniversaire. L'on apprend que lui, son frère Will de 8 ans et sa sœur de 11 ans ont perdu leurs parents. Jack passe une IRM puis Cameron le stresse afin de vérifier son cœur. House diagnostique l'hépatite A. L'état de Jack empire : il saigne de plusieurs endroits de son corps. Il est positif pour plusieurs maladies, dont la syphilis et le botulisme.

Wilson a en parallèle besoin de Cameron pour ses ordonnances car il ne peut plus prescrire.

### Épisode 9:Rendez-vous avec Judas
- États-Unis /  Canada : 28 novembre 2006
- France : 13 février 2008
- Québec : 21 avril 2008

- États-Unis : 17,30 millions de téléspectateurs[18] (première diffusion)
- Canada : 2,531 millions de téléspectateurs[19]
- France : 8,16 millions de téléspectateurs (première diffusion)

- David Morse (Michael Tritter)
- Alyssa Shafer (Alice Hartman)
- Christopher Gartin (en) (Rob Hartman)
- Paula Cale (Edie)
- Jodi Long (Juge)
- Jordana Capra (Wealthy Wife)
- Bobbin Bergstrom (Nurse)

### Épisode 10:Acceptera… ou pas?
- États-Unis /  Canada : 12 décembre 2006
- France : 13 février 2008
- Québec : 28 avril 2008

- États-Unis : 11,77 millions de téléspectateurs[20] (première diffusion)
- Canada : 2,352 millions de téléspectateurs[21]

- David Morse (Michael Tritter)
- Kacie Borrowman (Abigail Ralphean)
- Meredith Eaton (Maddy Ralphean)
- Michael Medico (Clinic Doctor)
- Teddy Vincent (Mrs. Zebalusky)
- Shyann McClure (Little Girl)
- Marco Pelaez (Pharmacist)
- Cole Evan Weiss (Teenage Boy)
- Bobbin Bergstrom (Nurse)

Wilson annonce à House qu'il a témoigné contre lui. Tritter a parlé au procureur : il ne le condamnera qu'à deux mois de cure de désintoxication s'il plaide coupable, sans sanction de la part de l'Ordre des médecins. Mais House refuse cet arrangement.

En cherchant Cuddy, House tombe sur deux naines, mère et fille, dont cette dernière est malade. La mère dit à House que dans sa famille se transmet une hypoplasie cartilage-cheveux de mère en fille. Abigail, la fille, subit plusieurs tests. Son foie apparaît plus sombre que les autres organes sur l'imagerie du premier test. Son état s'aggrave : les poumons, puis le pancréas sont atteints. Elle ne produit pratiquement plus d'insuline.

House cherche ses comprimés dans le bureau de Cuddy mais ne les trouve pas, même après que Foreman a forcé un de ses tiroirs. Le manque de Vicodin fait battre House en retraite : il ne dort plus, est nauséeux et s'est même entaillé les veines, car les entailles libèrent des endorphines lesquelles soulagent la douleur. Il tente même de voler l'oxycodone d'un patient de Wilson, Larry Zebalusky, décédé ; tentative réussie la deuxième fois.

Au déjeuner, House tombe sur une fille atteinte d'atrophie musculaire progressive, qui tient sa peluche dans ses bras. Ils débattent alors de la nature de la peluche en question (ours ou chien), House évoquant le sophisme de l'argument de la petite fille. Il a alors une révélation et demande une radio des jambes d'Abigail. House a son idée confirmée : son cartilage de croissance est parfaitement normal. Abigail n'est pas naine mais souffre juste d'un déficit d'hormones de croissance provoqué par un granulome sur l'hypophyse, lui-même provoqué par une histiocytose à cellules de Langerhans (diagnostic qui avait été proposé auparavant par Chase dans le bureau de Cuddy et avait été rejeté car l'équipe pensait alors que le cerveau de la patiente n'était pas atteint). House persuade la mère, qui convainc Abigail de suivre un traitement aux hormones de croissance pour devenir une personne de taille normale.

### Épisode 11:Cœurs brisés
- États-Unis /  Canada : 9 janvier 2007
- France : 27 février 2008
- Québec : 1er septembre 2008

- États-Unis : 17,78 millions de téléspectateurs[22] (première diffusion)
- Canada : 2,404 millions de téléspectateurs[23]

- David Morse (Michael Tritter)
- Tory Kittles (Derek Hoyt)
- Meagan Good (Amy)
- Jason George (Brock)
- Kadeem Hardison (Howard Gemeiner)
- Brian Leckner (Ivan)
- Helen Carey (Juge Davis)
- Vyto Ruginis (Asst. Dist. Attorney Velez)
- Aulani Rhea (Nurse)
- Martin Mullen (Ennis)
- Zachary M. Lewis (pompier)
- Donald Sage Mackay (Neil)
- Terryn Westbrook (Sarah)
- Hira Ambrosino (Anethesiologist)
- Bobbin Bergstrom (Nurse)

Derek, un pompier, se dirige, délirant, vers un immeuble en flammes. Sa coéquipière, Amy, le rattrape avant qu'il ne soit blessé. À l'hôpital, la température de Derek varie constamment. Il a été par le passé brûlé sur 54 % de sa peau et a subi des greffes cutanées.

House commence ses deux mois de cure de désintoxication. L'équipe doit donc se débrouiller sans lui. Quand Derek commence à voir bleu, House pense à la ménopause masculine, que le patient a voulu contourner en prenant du Viagra, provoquant tous les symptômes. Derek est soudain pris d'un accès de rage et étrangle Cameron. Il a ensuite plusieurs crises cardiaques. L'équipe va voir House qui demande quel élément commun était là à chaque crise. Il pense que c'est Amy la responsable. L'équipe vérifie et confirme ce point. Finalement on diagnostique chez Derek un syndrome des cœurs brisés : il aime Amy, et ça le tue, ne pouvant lui avouer ses sentiments car elle est fiancée à son frère. House veut donc lui effacer Amy de la tête en le soumettant à un électro-choc.

L'intervention est un succès, mais était inutile : Derek fabriquait en fait de faux souvenirs au sujet d'Amy, provoqués par un méningiome découvert par House, après que celui-ci ait quitté l'audience malgré les mises en garde de la juge. Le méningiome est finalement retiré, et le cerveau de Derek commence à générer de vrais souvenirs.

### Épisode 12:De pièces en pièces
- États-Unis : 30 janvier 2007
- France : 27 février 2008
- Québec : 15 septembre 2008

- États-Unis : 27,34 millions de téléspectateurs[24] (première diffusion)

- Katheryn Winnick (Eve)
- Geoffrey Lewis (le vagabond)
- Drew Matthews (Kid)
- Sean Christopher Davis (Father)
- George Williams (Doctor)
- Michelle Gardner (Dr Stone)
- Todd Sandler (Ear Patient)
- Roger Ainslie (Nose Patient)
- Ray Chavez (Sick Patient)
- Nick Slatkin (Hiccuping Patient)
- Joel David Moore (College Student)
- Marco Pelaez (pharmacien de l'hôpital)
- Randy Evans (Patient #1)
- Bryna Weiss (Patient #3)
- Michael Rivkin (Patient #4)
- Jason Galloway (Patient #5)
- Hope Shapiro (Patient #6)
- Kristen Glass (Beautiful Woman)
- Bobbin Bergstrom (Nurse)

House, revenu de sa cure de désintoxication, fait des consultations sur ordre de Cuddy. Il tombe sur trois patients qui pensent avoir des maladies sexuellement transmissibles. S'ensuit une salle d'attente bondée. Pour s'en débarrasser, House offre 50 $ à tous les patients « qui sont prêts à déguerpir sur le champ ».

Un patient souffre horriblement tout en courant en rond. House demande des tests alors qu'il sait que le patient a un cafard dans l'oreille, afin de ne pas avoir affaire à Cuddy. Cuddy lui propose alors un jeu : elle le paie 10 $ pour chaque patient qu'il ne touche pas, et il la paie 10 $ par patient touché. House accepte.

House retrouve les patients qui pensaient avoir une IST. Les deux premiers n'en ont pas, mais la troisième a un chlamydia, « la moins mauvaise des mauvaises nouvelles », dit House. Mais quand il veut lui donner le traitement, la femme le rejette tout en criant : « Ne m'approchez pas ! ». House comprend alors qu'elle a été victime d'un viol.

Malgré tout, elle veut parler à House, et uniquement à lui, bien qu'elle le repousse un peu plus tard. House la laisse alors avec la psy, le docteur Stone. Mais la patiente avale un flacon entier de produit pour lavage d'estomac afin de forcer House à s'occuper d'elle : elle veut lui parler de tout et de rien, sans raison particulière apparente.

Elle veut connaitre ses blessures : House lui raconte alors que jadis, sa grand-mère le maltraitait. Elle, en revanche, ne veut pas parler de son viol. House apprend ensuite par Cuddy qu'elle est enceinte, mais qu'elle refuse l'IVG. Selon elle, avorter équivaut à un meurtre. House sort faire une promenade avec elle. Il lui dit finalement la vérité : ce n'était pas sa grand-mère mais son père qui le maltraitait. Elle finit par raconter son viol et par avorter.

Chlamydiose (voir commentaire)

### Épisode 13:Une aiguille dans une botte de foin
- États-Unis : 6 février 2007
- France : 5 mars 2008
- Québec : 8 septembre 2008

- États-Unis : 24,88 millions de téléspectateurs[25] (première diffusion)

- Jake Richardson (en) (Stevie Lipa)
- Rob Brownstein (Franklin)
- Arabella Field (Judy Lipa)
- Jessy Schram (Leah)
- Wendy Makkena (Julie Witner)
- Ron Perkins (Dr Simpson)
- Hira Ambrosino (Anesthesiologist)
- Sandra Purpuro (Marina)
- David Kelsey (Ron)
- Tasha Taylor (Kate)
- Tyrace Richardson (Jack)
- Antonio D. Charity (Police Officer)
- Joni Barth (Patron #1)
- Maxine Hayden (Patron #2)
- Bobbin Bergstrom (Nurse)

Un jeune couple prend du bon temps dans une voiture, quand soudain le garçon, Stevie, a une crise hypoxique. Quand House arrive sur le parking de l'hôpital, il découvre avec horreur que J. Whitner, une nouvelle chercheuse, a pris sa place. Et pour cause : elle est en fauteuil roulant. Leur rencontre est assez froide.

Foreman veut que les parents de Stevie signent l'autorisation de la veinographie, celui-ci étant mineur, mais il dit qu'ils sont en conférence. Une nouvelle crise oblige cependant Foreman à faire la veinographie. Il découvre à cette occasion que Stevie est plutôt bon en sciences. Chase et Cameron vont chez lui mais tombent sur un couple inconnu qui ne le connaît pas. La petite amie de Stevie révèle alors qu'il a menti car il est rom, et donc ne fait pas trop confiance aux gadjos.

House exige auprès de Cuddy de récupérer sa place de parking. Un pari est fait : si House tient une semaine en fauteuil roulant, il aura gain de cause. Foreman fait une artériographie au patient avec Cameron, mais soudain le cœur du garçon s'emballe. Son foie est détérioré. Lors de son IRM, ses parents font irruption. On pense à la maladie de Wegener. Lors d'une altercation entre la petite amie et les parents, l'état de Steevy s'aggrave : hémorragie de la vessie. House veut lui donner du FT 28, mais les parents pensent que les médecins vont faire des expériences médicales sur leur fils et n'acceptent pas le traitement.

Foreman veut lui donner en cachette, mais Stevie refuse et son état s'aggrave encore. On l'opère, mais aucun granulome n'est repéré, celui détecté dans le foie étant en fait du tissu cicatriciel. House palpe son intestin grêle, sans résultat. Après un récapitulatif sous forme de jeu du morpion sur les hémorragies et les caillots du jeune garçon, House veut lui faire une coloscopie. Et c'est dans le côlon que se trouve le problème : une indigestion d'un cure-dent avalé par accident, perçant à travers l'intestin les organes proches. Le cure-dents est retiré et Stevie retrouve sa forme.

- Diffusé un dimanche après-midi, TF1 a censuré plusieurs passages, notamment la scène où on voit le bas-ventre ensanglanté et la scène où House fait un speech dénigrant les roms pour permettre à son équipe de soigner le patient.

### Épisode 14:Sans peur et sans douleur
- États-Unis /  Canada : 13 février 2007
- France : 5 mars 2008

- États-Unis : 25,99 millions de téléspectateurs[26] (première diffusion)
- Canada : 2,777 millions de téléspectateurs[27]

- Mika Boorem (Hannah Morganthal)
- Josh Stamberg (Don Herrick)
- Kimberly Quinn (Wendy)
- Jenny Robertson (nl) (Abby Morganthal)
- Ruth Silveira (Female Surgeon)

Une mère et sa fille, Anna Morgental, se rendent à l'hôpital quand soudain un camion les heurte de plein fouet. Anna appelle le 911 car sa mère est inconsciente.

House trouve Foreman en train de soigner Anna, et remarque alors qu'elle simule mal la douleur : elle a une insensibilité congénitale. Elle sait qu'on ne la laissera pas repartir sans une batterie de tests. Elle les refuse et dit « vouloir voir sa mère », chose qu'elle demandera tout au long de l'épisode.

House lui administre un sédatif. La température d'Anna monte en flèche. Chase suggère alors d'augmenter la sensibilité d'Anna pour voir d'où vient le problème. C'est là que les choses se gâtent : elle menace de sauter du balcon, ce qu'elle finit par faire, prise par une soudaine paralysie des jambes.

House insiste pour faire une biopsie du nerf rachidien, examen risqué. Quand Wilson apprend pour la patiente, il prend House à part et révèle qu'il a compris ses véritables intentions : il veut tenter une greffe du nerf rachidien dans sa jambe pour supprimer sa douleur. House se résout à abandonner devant les risques.

Quand la mère d'Anna sort de chirurgie, elle fait son mea culpa. Avec la démyélinisation des nerfs de l'extérieur vers l'intérieur, et en ajoutant le sentiment de culpabilité de la patiente, House suspecte une carence en vitamine B12, mais Foreman affirme qu'elle en a reçu à son admission aux urgences.

### Épisode 15:Demi-prodige
- États-Unis /  Canada : 6 mars 2007
- France : 12 mars 2008

- États-Unis : 24,40 millions de téléspectateurs[28] (première diffusion)
- Canada : 2,495 millions de téléspectateurs[29]

- Dave Matthews (Patrick Obyedkov)
- Kurtwood Smith (Dr Obyedkov)
- Dru Mouser (Arlene)
- Scott Weintraub (Stage Manager)
- Tyler Patton (Neurosurgeon)
- Kendra Cover (Patient)
- Ingid Sanai Buron (Nurse Bev)
- Bobbin Bergstrom (Nurse)

Patrick Obyedkov, un virtuose de 35 ans, invalide neurologiquement depuis un accident de bus à 10 ans (et depuis sous la constante surveillance de son père), donne un concert de piano au bénéfice d'une œuvre de charité. Soudain, il a une dystonie aux doigts. Si Patrick, à cause de son accident, a un retard mental certain (il ne comprend pas tout ce qu'on lui dit, il ne sait pas boutonner une chemise lui-même), il se révèle en revanche d'un incroyable talent au piano : House lui amène un piano dans sa chambre pour mesurer son talent et jouer avec lui. Lors d'une IRM, Patrick fait semblant de jouer du piano et House voit l'activité de son cerveau et en déduit un problème cardiaque. 
Foreman apprend que House va faire des essais à Boston. Le bruit se répand vite : Wilson dira à Cameron que House y va en tant que patient, et Cuddy l'apprendra par un médecin de là-bas, un oncologue spécialiste du cancer du cerveau. Wilson dit à House qu'il l'a dit à Cameron, qui le dira à Chase et Foreman. Cameron l'embrasse pour faire diversion et une prise de sang, mais House l'arrête. Il lui dit alors que son dossier est sous le nom de Luke N. Laura. Foreman trouve sur une IRM un nodule de six centimètres : House n'a plus qu'un an à vivre. 
Du côté du patient, House prouve que son hémisphère droit est mort depuis l'accident et veut lui enlever, bien que sa vraie maladie soit une artérite de Takayasu. House présente alors un choix difficile pour le père de Patrick : procéder à une hémisphérectomie, une opération pour enlever la partie droite du cerveau de Patrick, ce qui lui permettrait de vivre normalement mais lui ferait perdre son talent pour le piano, ou bien de vivre comme il est et de ne jamais avoir une vie normale. 

### Épisode 16:L'Homme de ses rêves
- États-Unis /  Canada : 27 mars 2007
- France : 12 mars 2008

- États-Unis : 20,80 millions de téléspectateurs[30] (première diffusion)

- Marc Blucas (sergent John Kelley)
- Annie Quinn (Gina)
- Hira Ambrosino (anesthésiste)
- Keisha Alfred (technicien)
- Bert Belasco (soldat Garcia)
- Marco Morales (en) (caporal Foley)
- Bobbin Bergstrom (infirmière)

### Épisode 17:L'Enfant miroir
- États-Unis /  Canada : 3 avril 2007
- France : 19 mars 2008

- États-Unis : 20,35 millions de téléspectateurs[31] (première diffusion)
- Canada : 2,217 millions de téléspectateurs[32]

- Anne Ramsay (Emma Sloan)
- Tyson Ritter (lui-même)
- Jeff Sugarman (Fetal Surgeon)

Emma, une photographe enceinte, fait un accident vasculaire cérébral durant son travail. Le caillot a été retiré. On lui fait toutes sortes d'examens, mais son état s'aggrave. House voit l'origine du problème: le fœtus : c'est le syndrome de Kallmann ou aussi dit ""maladie", "syndrome" du miroir"". L'IRM n'a rien révélé au sujet du bébé car il bougeait tout le temps. House veut alors le paralyser provisoirement, le temps de faire une autre IRM. Elle a révélé que le bébé avait sa vessie quatre fois plus grosse que la normale, empêchant le développement des poumons. Emma se lamente auprès de Cuddy en disant : « J'ai 42 ans. Finalement, c'est peut-être pas pour moi. ». House devine alors que Cuddy « a besoin de la voir réussir, pour garder un peu d'espoir ». Les yeux d'Emma deviennent jaunes : insuffisance hépatique. House ne pense qu'à une solution : l'IMG: interruption médicale de grossesse. Mais la mère refuse catégoriquement, et Cuddy aussi. Cameron lui suggère une maladie pouvant expliquer ses symptômes. Mais sans résultat positif.
- Emma : Syndrome miroir maternel
- Le bébé d'Emma : hydropisie fœtale non immune

### Épisode 18:Y a-t-il un médecin dans l'avion?
- États-Unis : 10 avril 2007
- France : 19 mars 2008

- États-Unis : 21,57 millions de téléspectateurs[34] (première diffusion)

- Jenny O'Hara (en) (Fran)
- Meta Golding (Robin)
- Tess Lina (Keo)
- Jamison Yang (Peng)
- Krista Kalmus (Joy)
- Melissa Kite (Sour Faced Girl)
- Pej Vahdat (Foreign Man)
- Connor Webb (12-year-old Boy)
- Gayla Goehl (femme d'affaires)
- Ben Carroll (femme d'affaires)
- Karla Droege (Mother)
- Savannah Argenti (Crying Child)
- Victor Buno (Passenger #1)
- Donna Silverberg (Passenger #2)
- Bobbin Bergstrom (Nurse)

Fran, une dame de 58 ans, accueille Robin, une jeune femme, « pour affaires ». En effet, Robin est une call-girl. Au moment de payer pour une formule luxe, Fran fait un malaise. House monte dans un avion avec Cuddy pour revenir aux États-Unis après un congrès à Singapour. En l'absence de House, c'est Wilson qui supervise le cas de Fran. Il lui trouve un vieux patch à la scopolamine, d'ordinaire utilisé contre le mal des transports. Mais au moment de sortir, Fran convulse.
Dans l'avion, un passager coréen se met à vomir et House accuse l'abus d'alcool. Mais il va chercher Cuddy pour lui laisser le cas. Fran raconte à Wilson son voyage et une soirée bien arrosée à Caracas. Cuddy pense que Peng, le coréen, a un méningocoque. Wilson envoie Cameron et Chase chez Fran. Mauvaise idée : ils couchent ensemble sur place, sous les yeux du chat de Fran (dont Chase a remarqué que la gamelle était pleine). Une femme qui se trouve devant House se met elle aussi à vomir. House fait le diagnostic en deux secondes : elle est enceinte, et ses plaques dans le dos, similaires à celles de Peng, résultent d'un purpura. Pour Peng, il diagnostique un empoisonnement à la ciguatera. Il alerte tous les passagers ayant mangé des fruits de mer qu'ils ont ingéré la toxine. Wilson suspecte un cancer du sein chez Fran, mais elle n'en a pas. Cependant son œil droit flanche.
- Peng : Accident de décompression
- Passagers/Cuddy : Hystérie collective
- Fran : Empoisonnement au bromométhane

### Épisode 19:Poussées d'hormones
- États-Unis : 17 avril 2007
- France : 9 avril 2008

- États-Unis : 22,41 millions de téléspectateurs[35] (première diffusion)

- Erich Anderson (en) (Deran)
- Bailee Madison (Lucy)
- Slade Pearce (de) (Jasper)
- Carla Gallo (Janie)
- Joel Moore (Eddie)

Jasper, un garçon de primaire, saigne beaucoup du nez à cause d'une bagarre. La directrice de la garderie où il se trouve appelle une ambulance. Mais le saignement de Jasper cesse finalement. L'ambulance n'aura pas été appelée pour rien : Lucie, la sœur de Jasper, a une crise hypoxique. Le père révèle que leur mère est morte l'an passé d'une tumeur cancéreuse au cerveau. Lucie se met soudain à voir double. Ensuite elle a un accident vasculaire cérébral, lui faisant perdre la parole.
Chase et Cameron vont chez le père et découvre un tee-shirt taché de sang caché derrière un conduit d'aération dans la chambre de Lucie. Cameron croit que le père abuse d'elle. Elle procède peu après à un examen buccal et vaginal à l'enfant, durant lequel elle constate des entailles sur le pubis. Le sang du tee-shirt est plein de cellules endométriales : Lucie a eu ses règles et une amie lui a dit de mettre un tee-shirt dans sa culotte ; puis, pour se débarrasser des poils pubiens naissants, elle a pris le rasoir de son père. Lors d'une IRM, on trouve chez Lucie une tumeur abdominale. On la lui retire, mais on découvre que c'est un kyste œuvre de ses hormones. Par ailleurs, Cuddy veut signaler aux services sociaux un abus sexuel du père. Mais House pense qu'il ne l'a pas voulu.

### Épisode 20:Mauvaises décisions
- États-Unis : 24 avril 2007
- France : 9 avril 2008

- États-Unis : 20,81 millions de téléspectateurs[36] (première diffusion)

- Charles S. Dutton (Rodney Foreman)
- Monique Gabriela Curnen (Lupe)
- Jane Adams (Bonnie)
- Beverly Todd (Alicia Foreman)
- Bobbin Bergstrom (infirmière)
- Aulani Rhea (infirmière)

Une chômeuse joue à un jeu de bonneteau dans la rue jusqu'à ce qu'elle ait une perte de la volonté avant de s'évanouir. Cette perte de la volonté intrigue House. Foreman éprouve une certaine antipathie réciproque envers elle. Elle dit qu'elle a pris « quelques mauvaises décisions » et que Foreman en a pris « quelques bonnes ». Foreman suspecte la drogue et trouve effectivement une pipe à crack dans son appartement, et la cocaïne qui va avec. Chase suspecte un empoisonnement à l'arsenic, mais elle a trop peu de toxines dans son corps pour que cela provoque ses symptômes.
Cameron remarque que ses lymphocytes sont collés aux parois de ses vaisseaux sanguins. Elle pense à une maladie auto-immune, idée approuvée par l'équipe. Commence alors un traitement d'immunosuppression par irradiation. Ce n'est que lorsque son système immunitaire n'existe plus qu'ils se rendent compte de la gravité de leur erreur : si les lymphocytes étaient collés aux parois de ses vaisseaux sanguins, ce n'était pas pour les attaquer mais pour en sortir et combattre une infection bactérienne. Cette infection a causé une septicémie : il lui reste 24 heures à vivre.

### Épisode 21:Deux frères
- États-Unis : 1er mai 2007
- France : 16 avril 2008

- États-Unis : 21,13 millions de téléspectateurs[37] (première diffusion)

- Dabier Snell (Matty)
- Jascha Washington (Nick)
- Adina Porter (Claudia)
- Thomas Mikal Ford (en) (Scott)
- Greg Cipes (vendeur)

Nick, un jeune garçon afro-américain, doit subir une greffe de moelle osseuse après une leucémie. Mais son frère Mathy, le donneur, se met à éternuer. Wilson veut alors le guérir car « même s'il ne s'agit que d'un simple rhume, si je transplante sa moelle on tue son frère ». Commence alors une chasse aux infections.
Foreman et Chase vont chez eux et trouvent une ancienne pompe à eau dans le jardin. Mathy dit avoir bu un peu de son eau mais pas plus car « elle est trop dégueu ». Le choléra est écarté. En même temps, House doit s'occuper d'Hector, le chien de Wilson, mais celui-ci casse et mâchouille tout. Il va même faire briser la canne de House et renverser son Vicodin. House achète alors une superbe canne avec des flammes dessus, ce qui intrigue l'équipe.

En ce qui concerne les patients, House pense que le cas de Nick est désespéré mais ses parents ne veulent pas l'abandonner. House convainc Nick qu'il doit se sacrifier pour sauver son frère, et ses parents sont prêts à suivre sa décision. Mais Wilson lui, se pose une question : « Pourquoi une pompe à eau dans un jardin de banlieue ? ». Puis il trouve : histoplasmose. La maison est bâtie sur une ancienne ferme, Mathy a été en contact avec des fientes de poulet contaminées. Mathy est guéri mais il est trop faible pour une ponction de moelle osseuse, nécessitant une anesthésie. Foreman la lui fera faire sans anesthésie, ce qui équivaut à une torture. Il réussit à sauver son frère grâce à son don.

### Épisode 22:Démission…
- États-Unis : 8 mai 2007
- France : 16 avril 2008

- États-Unis : 21,36 millions de téléspectateurs[38] (première diffusion)

- Lyndsy Fonseca (Addie)
- Tony Spiridakis (en) (Ben)
- Eve Gordon (Jody)
- Piper Perabo (Honey)
- Tracy Howe (Steve Howard)
- Shonda Farr (Jamie Adams)
- Bayani Ison (Sensei)
- Wayne Sable (Kyle)
- Kwabena Darkwah (Daniel)
- Bobbin Bergstrom (Nurse)

Une karatéka, Addie, se met à saigner par la bouche pendant un cours. Foreman annonce à House et Cuddy qu'il démissionnera bientôt et ira à l'hôpital Mercy de New York. Chase et Cameron finissent par le savoir. Soudain la patiente fait une crise hypoxique. Alors qu'aucun examen ne l'indique, House pense à une infection. 
Parallèlement à cela, House voit Wilson bailler. Au lieu d'une simple fatigue, House a deux hypothèses : Wilson est sous antidépresseurs, ou il a une tumeur au cerveau inopérable. Pour vérifier, il lui offre un café dans lequel il a glissé des amphétamines. Les effets se font voir en consultation, mais cela n'empêche pas Wilson de bailler.

Lorsque les reins de la patiente sont atteints, House suspecte une carence en complément du facteur H, ce qui la condamnerait. Lors d'une IRM, son crâne subit une nécrose que l'équipe opère. House maintient la thèse de la carence mortelle et annonce à Addie et à ses parents qu'elle va bientôt mourir.
Mais quand il veut dire pourquoi, elle ne veut rien savoir, ce qui laisse House perplexe. En revanche, la patiente voit que House sourit. Quand il le remarque à son tour, il comprend que Wilson lui a joué un tour similaire au sien, mais avec ses antidépresseurs. C'est là que House remarque qu'au moment d'annoncer la nouvelle, « elle était exactement comme d'habitude », comme si la nouvelle ne l'affectait pas. Il devine alors qu'elle a essayé de se suicider en absorbant du détergent ménager. L'ayant mis dans des gélules, le poison a fortement touché l'intestin grêle, mais la lésion s'est refermée d'elle même en créant un pont bactérien avec une artère, ce qui a permis une infection généralisée et provoqué tous ses symptômes. Le mobile de la fille est qu'en fait « elle n'a jamais été heureuse ». House dévoile la vérité à ses parents, envers et contre la loi.

### Épisode 23:Le Petit con
- États-Unis /  Canada : 15 mai 2007
- France : 22 avril 2008

- États-Unis : 21,19 millions de téléspectateurs[39] (première diffusion)
- Canada : 2,098 millions de téléspectateurs[40]
- France : 7,65 millions de téléspectateurs[41]

- Nick Lane (Nate)
- Colleen Flynn (Enid)
- Dustin Joiner (Mark)
- David Bowe (en) (Doug)
- Ben Bledsoe (en) (adversaire de Nate aux échecs)

Lors d'un tournoi d'échecs, un adolescent s'énerve soudain et frappe son adversaire avec la pendule d'échecs, avant de ressentir une douleur persistante dans la tête. House sent le départ de Foreman de plus en plus proche. Le patient est un garçon très impertinent et au comportement pénible. On pense que son état est dû à une algie vasculaire de la face. On lui administre alors un champignon hallucinogène pour le faire délirer et le soulager de sa douleur. Cameron remarque soudain un hypogonadisme. La mère pense que c'est la maladie qui est responsable de son comportement. En fait, ça l'arrange de le croire.

Le patient a mangé végétarien durant toute sa croissance, mais mange désormais de la viande depuis quelques mois. House veut voir comment il supporte l'ammoniaque et lui propose le test du hamburger, qui est normal. House veut ensuite faire une partie d'échecs avec lui. Pour le motiver, il lui injecte de l'adrénaline. Au moment où House va perdre, selon le patient, ce dernier convulse. House remarque alors un symptôme négligé jusque-là : raideur des doigts, indiquant une hémochromatose génétique ; s'il peut se débarrasser de l'ammoniaque facilement, pour le fer c'est autre chose.

House lui prouve qu'il aurait pu gagner la partie si le patient n'avait pas convulsé, évoquant après y avoir longtemps réfléchi une combinaison qu'il aurait pu tenter. Le patient lui révéla alors avoir bluffé, et que c'est grâce à ça qu'il aurait gagné. House quitte alors la chambre en traitant dans sa barbe son patient de « petit con ».

### Épisode 24:Dernier espoir
- États-Unis : 29 mai 2007
- France : 22 avril 2008

- États-Unis : 17,23 millions de téléspectateurs[42] (première diffusion)
- France : 7,82 millions de téléspectateurs[41]

- Mercedes Renard (en) (Marina Hernandez)
- Omar Avila (en) (Esteban Hernandez)
- Stephen Markle (Dr Gooding)